# Lewisham
Pronunciação

Localização do borough de Lewisham na Região de Londres

Lewisham é um borough da Região de Londres, na Inglaterra. Foi criado em 1932, e é rodeado pelos boroughs de Greenwich a leste, Bromley a sul, e Southwark a oeste.

## Distritos de Lewisham
- Blackheath
- Brockley
- Catford
- Deptford
- Forest Hill
- Grove Park
- Hither Green
- Honor Oak
- Lee
- Lewisham
- New Cross
- Sydenham